# Anacleto: agente segreto
Anacleto: agente segreto (Anacleto: Agente secreto) è un film del 2015 diretto da Javier Ruiz Caldera.
Pellicola di genere commedia-azione basata sulle storie create da Manuel Vázquez Gallego.
Uscito in Spagna a settembre del 2015, il film è co-prodotto dalla tv pubblica spagnola  TVE. Nella pellicola recitano Imanol Arias, Quim Gutiérrez, Alexandra Jiménez, Berto Romero, Carlos Areces, Rossy de Palma e Emilio Gutiérrez Caba.

## Trama
Anacleto, è un agente segreto che deve scortare il suo peggior nemico in un carcere in mezzo al deserto, il pericoloso criminale internazionale Vázquez. Durante il tragitto il convoglio che trasporta il criminale viene attaccato dai suoi uomini che lo liberano, uccidono le guardie lasciando Anacleto ferito e con la consapevolezza che il terrorista vorrà vendicarsi su di lui uccidendo il figlio Adolfo. Fermato da due guerriglieri locali, Anacleto se ne sbarazza e con un telefono satellitare chiama il suo capo, per avvisarlo della fuga di Vázquez.
Adolfo è un trentenne che lavora come vigilante notturno. Non ha nessuna ambizione nella vita, se non quella di aspettar a fine mese lo stipendio e trascinarsi a casa dalla fidanzata infermiera Katia con cui guarda film nel fine settimana. Una situazione che a Katia non piace, dopo un tentativo di separazione, lo rivede in discoteca e scoppia la passione. In quella stessa notte che i due si riappacificano, un uomo di Vazquez entra in casa e tenta di uccidere Adolfo che si difende egregiamente, decapitando il sicario e realizzando di avere tecniche di combattimento che non pensava di possedere. Ma al risveglio della fidanzata, Adolfo con le ferite in faccia per il combattimento, spiega a Katia di quanto è successo. Katia non gli crede anche perché la casa è perfettamente in ordine.
Intanto il padre Anacleto ha raggiunto il figlio e, senza spiegargli il pericolo che incombe su di loro, porta il figlio nella casa d'infanzia, dove per c'è un altro uomo di Vazquez ad attenderli per eliminarli. Dopo un pittoresco combattimento, dove Adolfo dimostra di sapersi difendere meglio del padre, Anacleto rimane ferito da un colpo di pistola ad un fianco e chiede di essere curato da Katia. Anacleto, davanti alle mille domande del figlio, gli rivela di essere un agente segreto e che quando era piccolo, senza che lui se ne rendesse conto, gli ha insegnato le tecniche di combattimento e di difesa, degne di un agente segreto.
Alle disavventure si unisce Martín, fratello di Katia e miglior amico di Adolfo. Adolfo, Anacleto, Katia e Martin vengono più volte attaccati e inseguiti dagli uomini dello spietato Vazquez. Katia rimane gravemente ferita all'occhio sinistro, e Adolfo è catturato come ostaggio e legato a una potente bomba impossibile da disinnescare che si attiva con le pulsazioni del cuore. Anacleto, ricordandosi che il figlio Adolfo è allergico alle noci che gli possono causare un infarto, ordina al figlio di ingurgitarne alcune, in modo che lo shock anafilattico gli fermi il cuore così da permettere alla bomba di essere disinnescata. L'operazione riesce, Adolfo viene riportato in vita con un massaggio cardiaco praticatogli dal padre che, purtroppo, nel conseguente scontro a fuoco coi sicari, questa volta viene mortalmente ferito. Sarà Adolfo a riprendere la missione e a riorganizzare l'agenzia segreta.

## Distribuzione
In Italia è stato trasmesso per la prima volta da Rai 4 nel 2017.

## Accoglienza
La pellicola ha incassato in Spagna circa 3 milioni di euro.